# 伊安忒龍屬

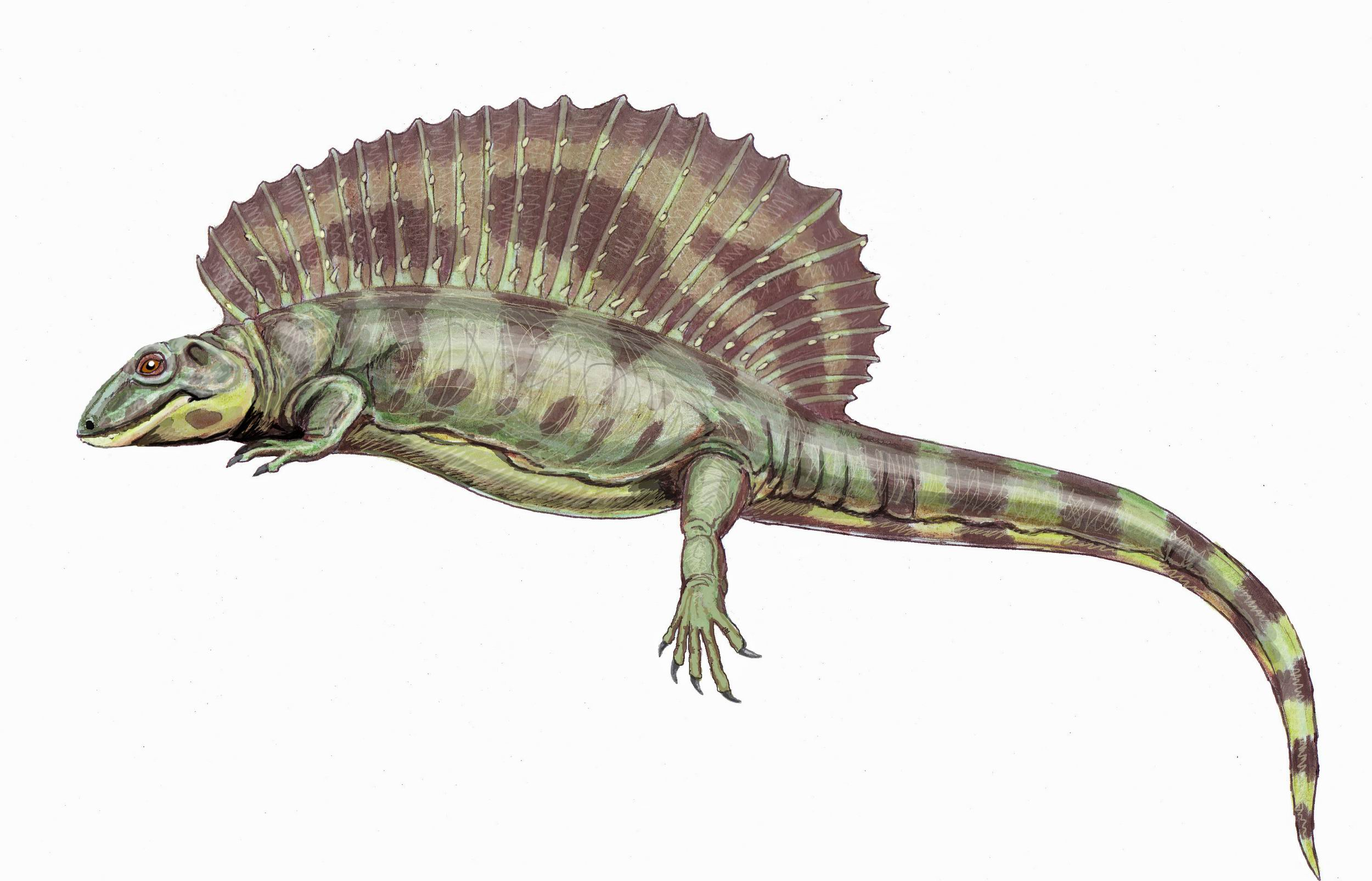
伊安忒龍的想像圖

伊安忒龍屬（學名：Ianthasaurus）是種小型基龍科，頭顱骨長8公分，完整身長估計約為75公分，生存於石炭紀末期（賓夕法尼亞紀晚期）。伊安忒龍缺乏許多基龍的衍化特徵，例如：伊安忒龍的齒列類似食蟲性爬行動物，牙齒長、呈圓椎狀，尖端微彎。上下頜的齒列未特化，沒有專門咬碎植物的牙齒。伊安忒龍是種小型動物，動作可能較基龍敏捷。伊安忒龍的頭骨類似楔齒龍類的哈普托獸，但牠們是遠親。

## 發現
伊安忒龍是在1986年由Robert R. Reisz與David Bergman命名。化石發現於堪薩斯州加尼特的Rock Lake頁岩層。